# Lillesjön (Frändefors socken, Dalsland)
Lillesjön är en sjö i Vänersborgs kommun i Dalsland och ingår i Göta älvs huvudavrinningsområde. Sjön har en area på 0,187 kvadratkilometer och ligger 66,5 meter över havet.

## Delavrinningsområde
Lillesjön ingår i det delavrinningsområde (648456-128428) som SMHI kallar för Inloppet i Stora Hästefjorden. Medelhöjden är 79 meter över havet och ytan är 30,87 kvadratkilometer. Räknas de 7 avrinningsområdena uppströms in blir den ackumulerade arean 140,08 kvadratkilometer. Dalbergsån (Flagerån) som avvattnar avrinningsområdet har biflödesordning 2, vilket innebär att vattnet flödar genom totalt 2 vattendrag innan det når havet efter 175 kilometer. Avrinningsområdet består mestadels av skog (54 procent), jordbruk (16 procent) och sankmarker (16 procent). Avrinningsområdet har 1,14 kvadratkilometer vattenytor vilket ger det en sjöprocent på 3,7 procent.